# OP Andromedae
Désignations
OP Andromedae (en abrégé OP And), également désignée HD 9746 ou HR 454, est une étoile variable de sixième magnitude de la constellation boréale d'Andromède. D'après la mesure de sa parallaxe annuelle par le satellite Gaia, l'étoile est distante d'environ ∼ 515 a.l. (∼ 158 pc) de la Terre. Elle s'en rapproche à une vitesse radiale héliocentrique de −43 km/s.
OP Andromedae est une étoile géante rouge évoluée de type spectral K1IIIe, actuellement située sur la branche des géantes rouges (RGB) du diagramme de Hertzsprung-Russell,. Elle est classée comme une variable de type RS Canum Venaticorum, dont la magnitude apparente varie entre 5,92 et 6,26 selon une période de 2,36 jours. L'étoile ne présente pas d'excès d'émission dans l'infrarouge, mais on lui a détecté un champ magnétique. Son rayon est environ 16 fois plus grand que le rayon solaire, elle est 129 fois plus lumineuse que le Soleil et sa température de surface est de 4 490 K.
OP Andromedae est l'une des rares géante rouges pour lesquelles une surabondance en 7Li a été détectée. Le mécanisme à l'origine de cet enrichissement en lithium dans certaines géantes rouges reste inconnu. Il a été proposé que ces étoiles auraient englouti des planètes dans leur passé récent. Cependant, cette théorie a été rejetée, étant donné qu'un seul isotope du lithium apparaît être surabondant.
L'étoile tourne sur elle-même à une vitesse de rotation projetée de 7,2 km/s, mais sa vitesse de rotation pourrait être nettement plus élevée, autour de 30 km/s. Cette rotation rapide pourrait être due à la présence d'un compagnon en orbite qui accélérerait l'étoile par effet de marée. Cependant, les études de sa vitesse radiale ne permettent pas de conclure qu'il s'agit d'une binaire spectroscopique,.